# Ursula Donath

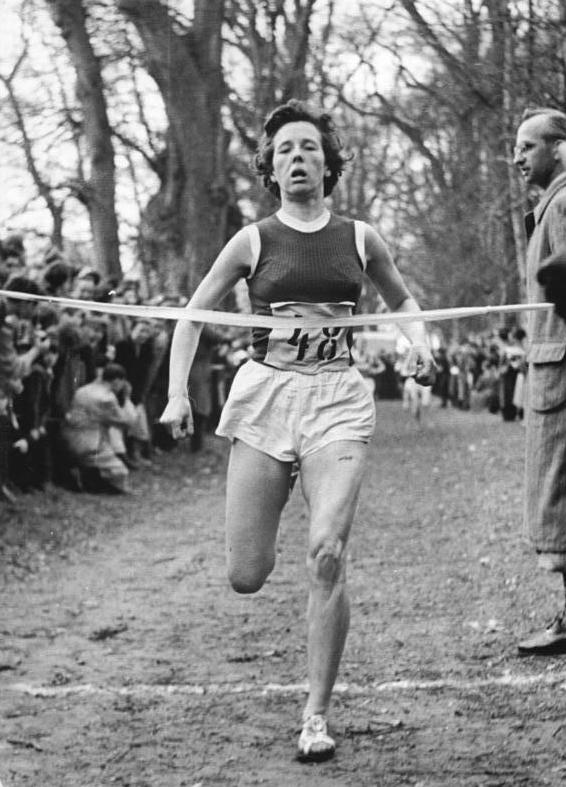
Ursula Donath gewinnt 1955 bei den DDR-Meisterschaften im Waldlauf

Ursula „Ulla“ Donath (geb. Jurewitz; * 30. Juli 1931 in Frauenburg, Lettland) ist eine ehemalige deutsche Leichtathletin und Olympiateilnehmerin, die bei den Olympischen Spielen 1960 in Rom die Bronzemedaille im 800-Meter-Lauf gewann. Sie startete für die DDR in der gemeinsamen Mannschaft beider deutscher Staaten.
Unter ihrem Geburtsnamen Ursula Jurewitz erzielte sie am 19. August 1953 den ersten von der Internationalen Leichtathletik-Föderation (IAAF) anerkannten DDR-Weltrekord: 2:12,6 min über 880 Yards, gelaufen in Budapest, gleichzeitig über 800 Meter DDR-Rekord (2:11,8 min).
1952 wurde sie erstmals DDR-Meisterin im 800-Meter-Lauf. In den Jahren 1953 bis 1955 gelangen ihr drei Europarekorde im 400-Meter-Lauf (55,7 s, 25. Juni 1953 in Berlin; 55,0 s, 6. August 1954 in Budapest; 54,4 s, 5. August 1955 in Warschau), sie waren auch Weltbestleistungen (Rekorde führte die IAAF erst ab 1. Januar 1957). Bei Olympischen Spielen standen diese Strecken noch nicht im Programm, so dass ihr die Olympischen Spiele 1956 entgingen. Bei den Europameisterschaften 1954 in Bern durften DDR-Sportler nicht starten.
Sie hatte bei einer Größe von 1,67 m ein Wettkampfgewicht von 54 kg.
1958 wurde sie Mutter eines Sohnes, weshalb sie nicht an den Europameisterschaften teilnehmen konnte. 1962 folgte die Geburt einer Tochter.
Die Familie Jurewitz wurde 1941 zunächst von Lettland nach Poznań in Polen umgesiedelt; nach dem Zweiten Weltkrieg wuchs sie in Luckenwalde auf.
Ursula Donath gehörte dem SC Chemie Halle an und trainierte bis 1957 bei Ewald Mertens und später bei ihrem Mann, Rolf Donath (1951 DDR-Meister im 800-Meter-Lauf, 1952 DDR-Meister im 1500-Meter-Lauf). 1961 beendete sie ihre Sportlerlaufbahn. 1960 wurde sie mit dem Vaterländischen Verdienstorden in Bronze ausgezeichnet. Sie war bis 1991 als Sportlehrerin an der Martin-Luther-Universität Halle-Wittenberg tätig.
Sie lebt als Rentnerin und Großmutter von fünf Enkelkindern in Halle (Saale).